# 斯巴达国王列表
斯巴达是古希腊最重要的城邦国家之一，斯巴達以軍事為主，在所有希腊城邦国家中领土最广大。斯巴达实行非常独特的政治制度，即由来自两个王室的国王同时统治，两支王室的继承互不干扰。两个王室分别是亚基亚德世系和欧里庞提德世系。

## 亚基亚德世系
- 欧里森尼斯 前930年
- 亚基斯一世 前930年-前900年
- 埃凯司特拉托司 前900年-前870年
- 列奥博塔斯 前870年-前840年
- 多律索斯 前840年-前820年
- 阿格西莱一世 前820年-前790年
- 阿基劳斯
- 铁列克洛司 前760年-前758年
- 阿尔卡美涅斯 前758年-前741年
- 波吕多洛斯 前741年-前665年
- 欧里克拉铁斯 前665年-前640年
- 阿那克桑德尔 前640年-前615年
- 欧里克拉担达斯 前615年-前590年
- 列奥 前590年-前560年
- 安那克桑德里达斯二世 前560年-前520年
- 克里昂米尼一世 前520年-前490年
- 列奥尼达一世 前490年-前480年
- 普雷斯塔库斯 前480年-前459年
- 普雷斯多安那克斯 前459年-前445年
- 波桑尼阿斯 前445年-前426年
- 普雷斯多安那克斯 前426年-前409年
- 波桑尼阿斯 前409年-前395年
- 阿吉西波里斯一世 前395年-前380年
- 克列欧姆布洛托斯一世 前380年-前371年
- 阿吉西波里斯二世 前371年-前369年
- 克列奥蒙尼二世 前369年-前309年
- 阿莱乌斯一世 前309年-前265年
- 阿克罗塔图斯 前265年-前262年
- 阿瑞乌斯二世 前262年-前254年
- 列奥尼达二世 前254年-前242年
- 克列欧姆布洛托斯二世 前242年-前241年
- 列奥尼达二世 （复位） 前241年-前235年
- 克里昂米尼三世 前235年 - 前222年 在最后一个致力于重振斯巴达的国王克里昂米尼三世在塞拉西亚战役中被马其顿国王安提柯三世和亚该亚同盟打败后，斯巴达就已经接近于灭亡。
- 阿格斯普里斯三世 前219年 - 前215年 - 亚基亚德世系的最后一任国王，被欧里庞提德世系的呂庫古廢黜。

## 欧里庞提德世系
- 普羅克勒斯
- 苏斯
- 欧里庞
- 普律塔尼斯
- 波律戴克铁斯
- 埃乌诺莫斯
- 卡里拉斯
- 尼坎德
- 塞奥彭普斯
- 安那克桑德里达斯一世 前675年-前645年
- 阿希达穆斯一世 约前660年 - 前645年
- 阿纳克西莱 约645年 - 前625年
- 列奥提西达斯一世 约前625年 - 前600年
- 西普卡拉提达斯 约前600年 - 前575年
- 阿加西克利斯 约前575年 - 前550年
- 阿里斯顿 前550年 - 前515年
- 狄馬拉圖斯 前515年 - 前491年
- 列奥提齐德斯二世 前491年 - 前469年
- 阿希达穆斯二世 前469年 - 前427年
- 亚基斯二世 前427年 - 前401年或前400年
- 阿格西莱二世 前401年或前400年 - 前360年
- 阿希达穆斯三世 前360年 - 前338年
- 亚基斯三世 前338年 - 前331年
- 欧达米达斯一世 前331年 - 前305年
- 阿希达穆斯四世 前305年 - 前275年
- 欧达米达斯二世 前275年 - 前244年
- 亚基斯四世 约前244年 - 前241年
- 欧达米达斯三世 前241年 - 前228年
- 阿希达穆斯五世 前228年或前227年 - 前227年
- 欧克里达斯 前227年 - 前221年 （欧克里达斯实际上来自亚基亚德家族；他的哥哥、亚基亚德世系的国王克里昂米尼三世结束了两王室平权的传统，废黜了欧里庞提德王室的国王，只是为了在表面上维持两个国王的形式而任命欧克里达斯为共治者。）
- 呂庫古 (欧里庞提德) 前219年 - 前210年 在克里昂米尼三世去世後恢復欧里庞提德世系王位。
- 珀罗普斯 (欧里庞提德) 前210年 - 前199年 - 欧里庞提德世系的最后一任国王。
- 纳比斯 (篡位者) 前199年 - 前192年

亚该亚同盟在前192年吞并了斯巴达。